# Козлов, Кузьма Петрович
Кузьма Петрович Козлов (ум. после 1702) — жилец, стряпчий, стольник и воевода.

## Биография
Представитель захудалого дворянского рода Козловых. Единственный сын дворянина Петра Фёдоровича Козлова.
Впервые упоминается в 1656 году в разрядных книгах в чине жильца. В 1658 году Кузьма Козлов был пожалован в стряпчие.
В 1660-х годах К. П. Козлов находился на воеводстве в Астрахани, а в 1670-х годах служил в Терском городе, где наладил хорошие отношения с калмыками, защищая их от притеснений со стороны донских казаков. В 1675 году Кузьма Козлов провожал на Терек служилого кабардинского князя Касбулата Муцаловича Черкасского.
7 января 1678 года был пожалован из стряпчих в стольники. В 1678 году во время русско-турецкой войны стольник Кузьма Петрович Козлов, второй полковой воевода в полку князя Касбулата Муцаловича Черкасского, отличился в ряде боёв с турками и крымскими татарами. В январе 1679 года Кузьма Козлов был отправлен набора в калмыцкие кочевья и отводил калмыков в полк князя Г. Г. Ромодановского. В 1680 году вместе с боярином П. В. Шереметьевым К. П. Козлов строил крепости по Калмусской сакме. В это же время был обвинен в допущении татар к Усмани и был послан в полку князя Б. М. Черкасского под Киев.
В сентябре 1682 года Козлов был назначен на воеводство в Царицын. В 1691-1693 годах — вторично воевода в Царицыне.
В 1698—1702 годах Козлов находился на воеводстве в Верхотурье. Ввиду частых пожаров деревянных укреплений Верхотурья Пётр I велел вести каменное строительстве в Верхотурье, которое началось при Козлове. Среди каменных сооружений — уникальный для Урала Верхотурский кремль. Также Козлов построил несколько железоделательных заводов на р. Невье, один из которых был уступлен Никите Демидову. В 1702 году по поручению царского правительства Кузьма Козлов занимался разведкой серебряной руды. Найдя в 100 верстах от Сулемской слободы залежи принятого им за серебряную руду металла, он послал его до 1½ пуд. в Москву. Присланный металл оказался магнитом, но царь Пётр Великий велел продолжать его разработку.